# La giovane pastorella
La giovane pastorella (La jeune bergère) è un dipinto a olio del 1885 di William-Adolphe Bouguereau. Viene conservato al San Diego Museum of Art a San Diego in California.
Questa, assieme ad altre immagini simili raffigurate dal pittore francese ha attratto nel tempo i collezionisti sia europei che nordamericani, a causa del loro contenuto di forte sentimento nostalgico.
Nelle sue opere dedicate alle pastorelle e alle giovani contadine l'artista è giunto a rappresentare una varietà di pose ed espressioni; in questo caso mostra la mite curiosità della ragazzina nei confronti dell'osservatore.
La tematica è quella pastorale (arte), bucolica e vicino all'ideale poetico di Arcadia (poesia) così ben sviluppato dagli antichi Greci, ma anche da molti poeti ed artisti dell'ellenismo. Tra i pittori francesi che lo hanno preceduto in questo sono inclusi Claude Lorrain, Nicolas Poussin e Antoine Watteau.

## Serie delle contadine e pastorelle

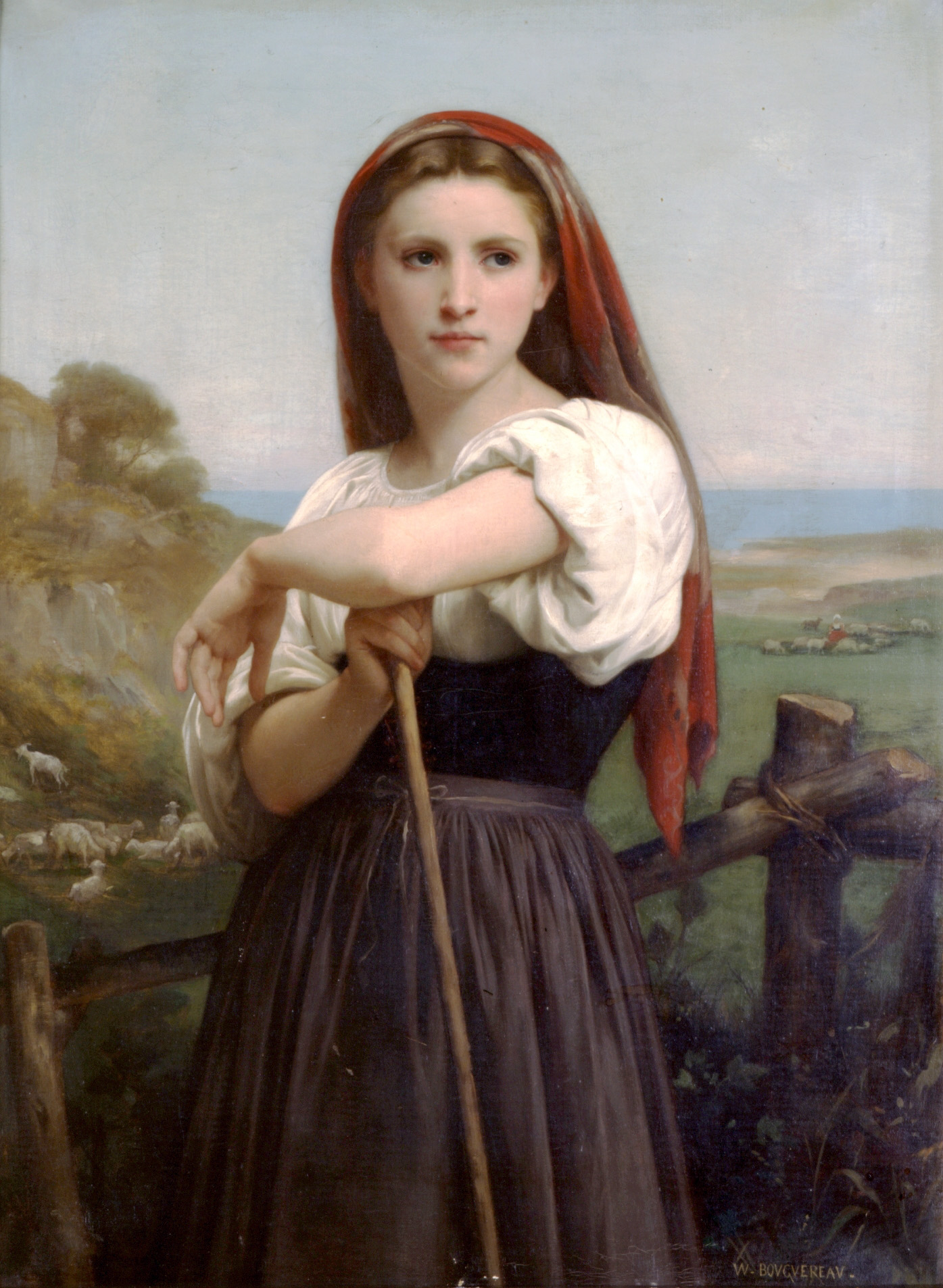
Giovane pastorella, 1868
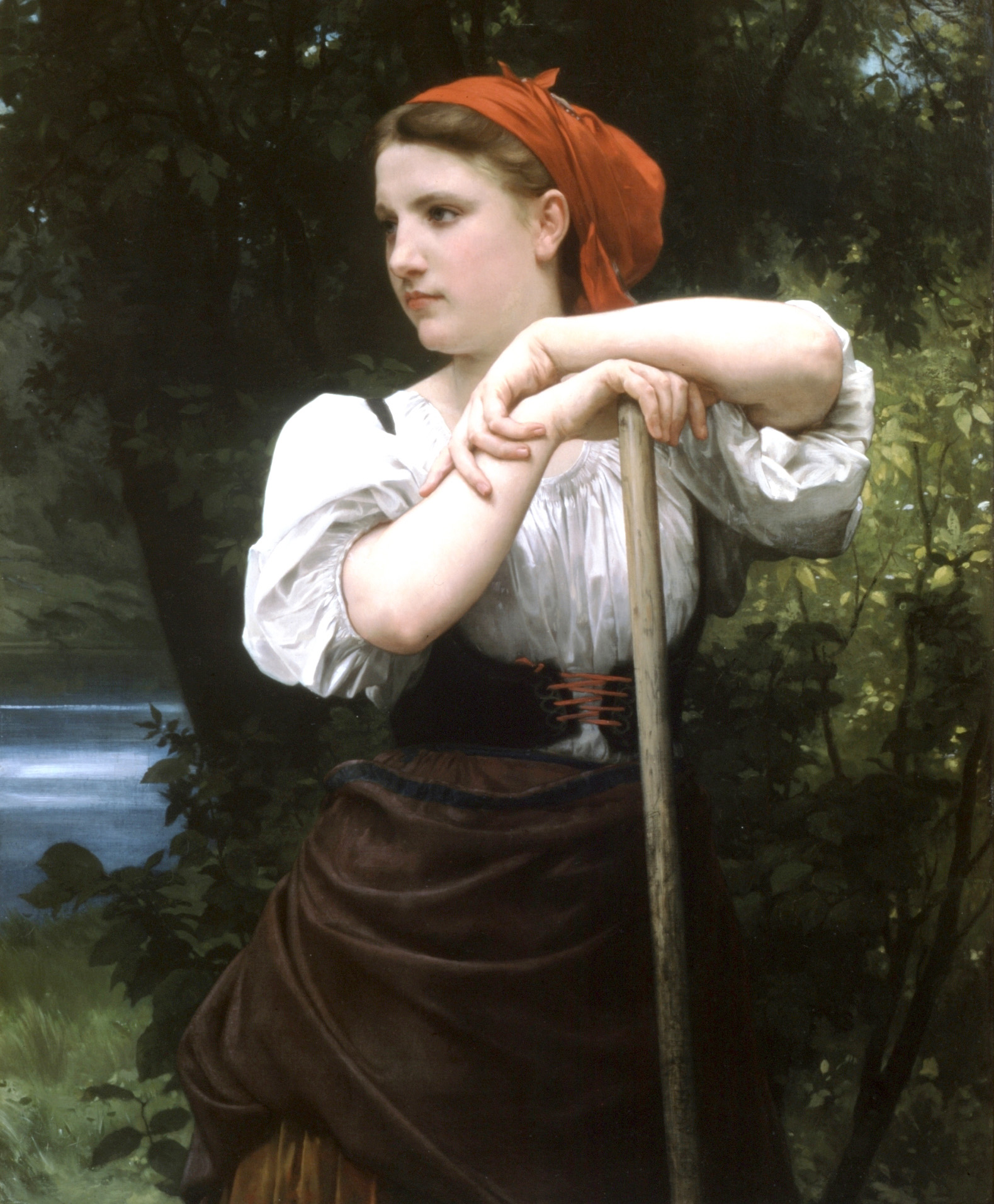
Contadina, 1869
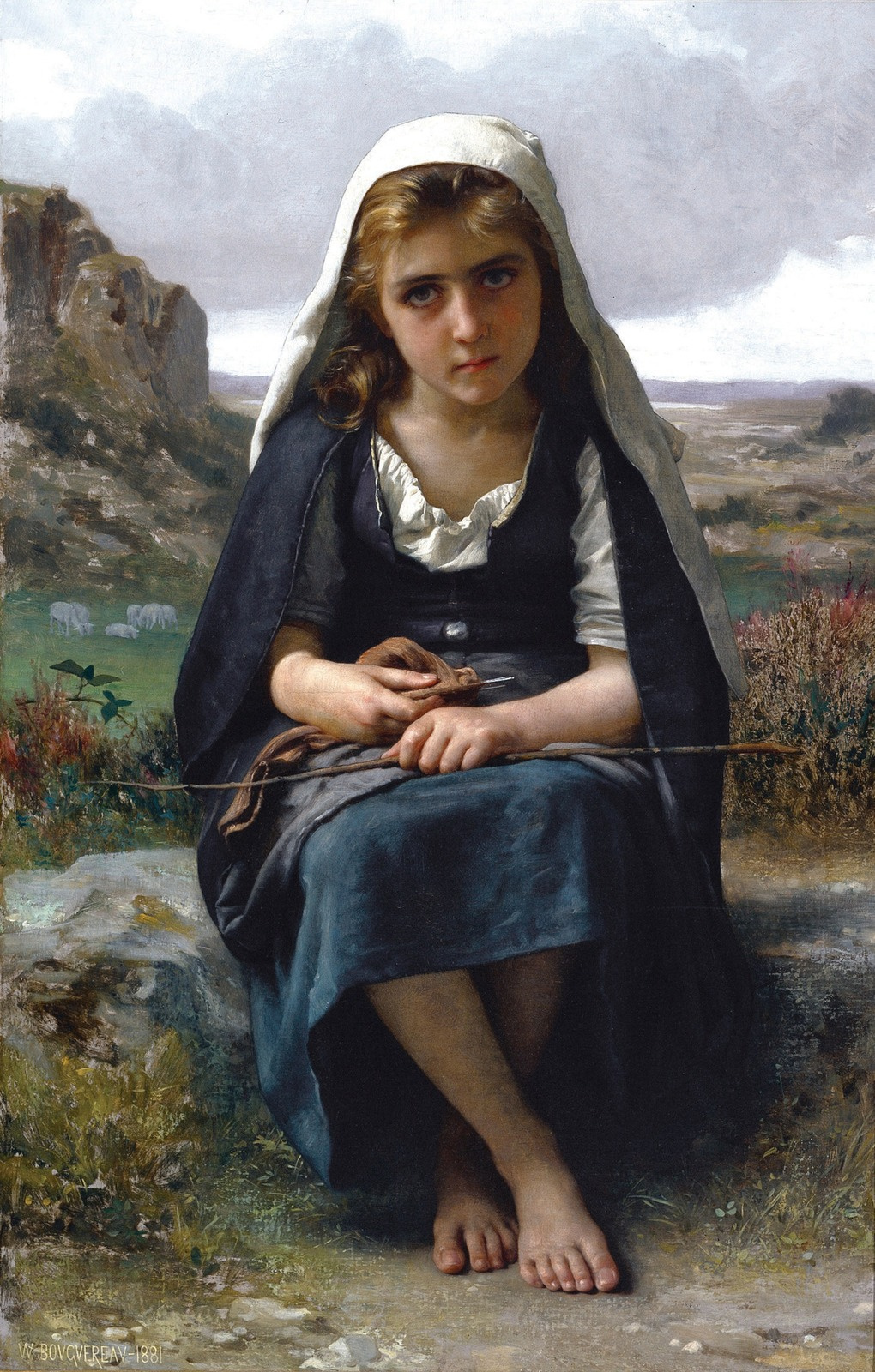
Pastorella, 1881
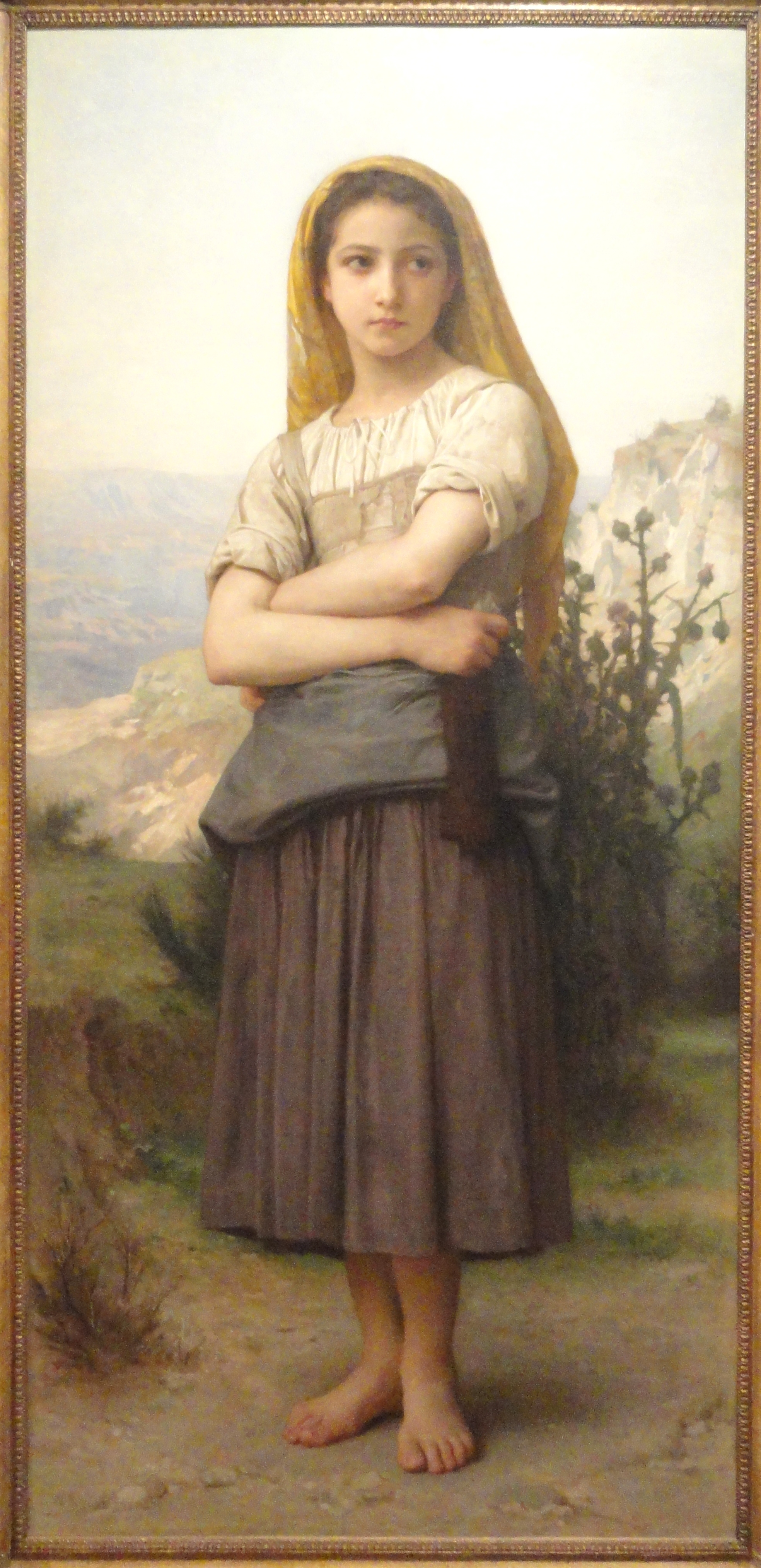
Giovane ragazza, 1886
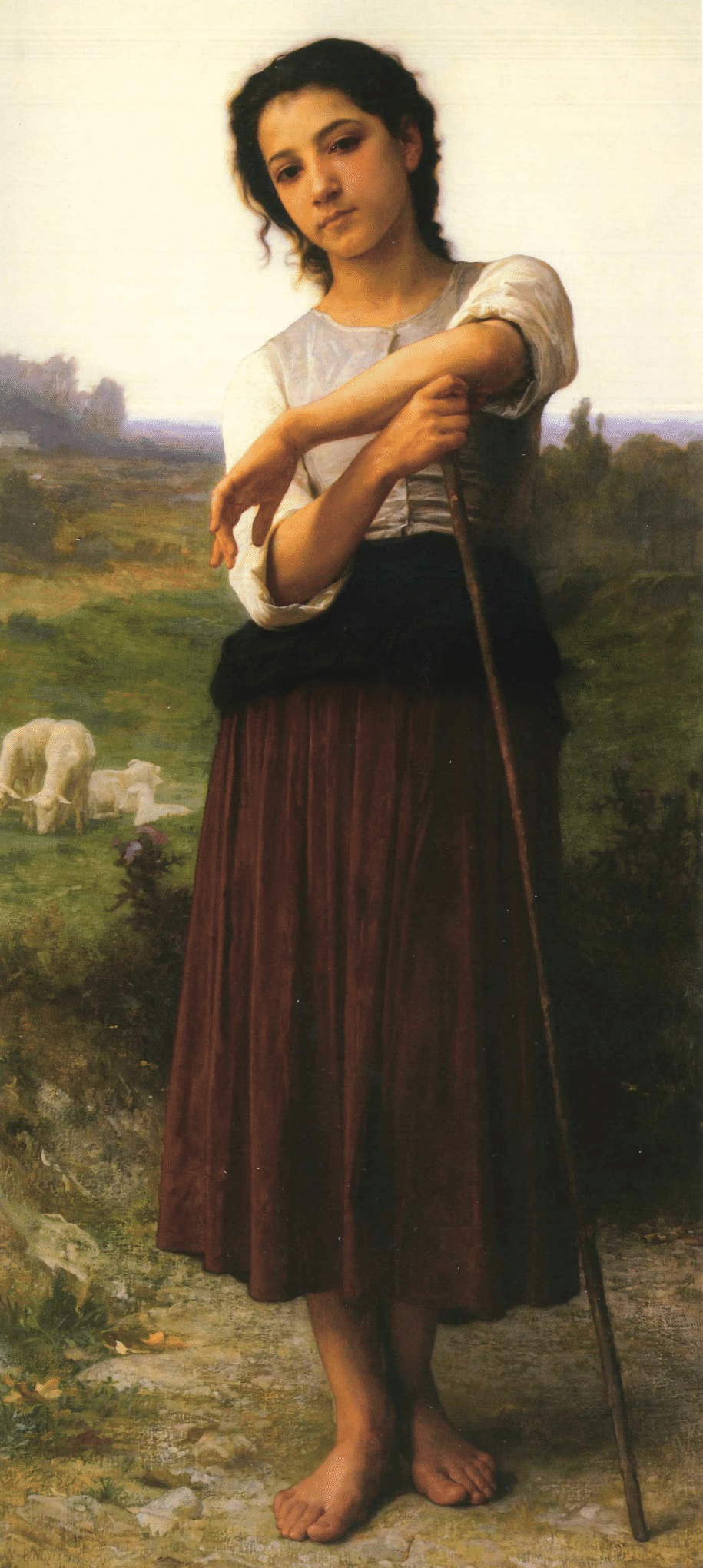
Pastorella, 1887
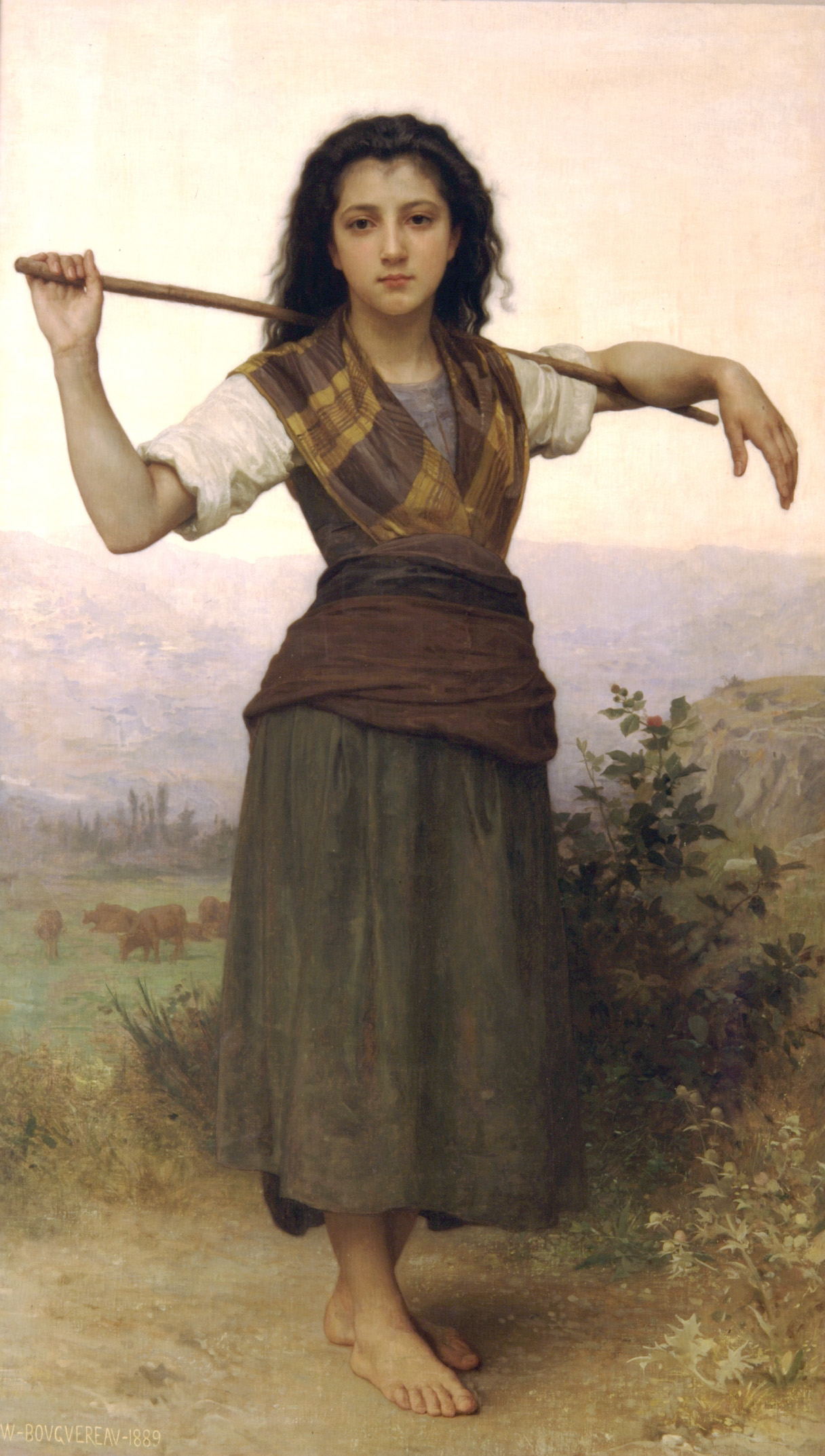
La pastorella, 1889
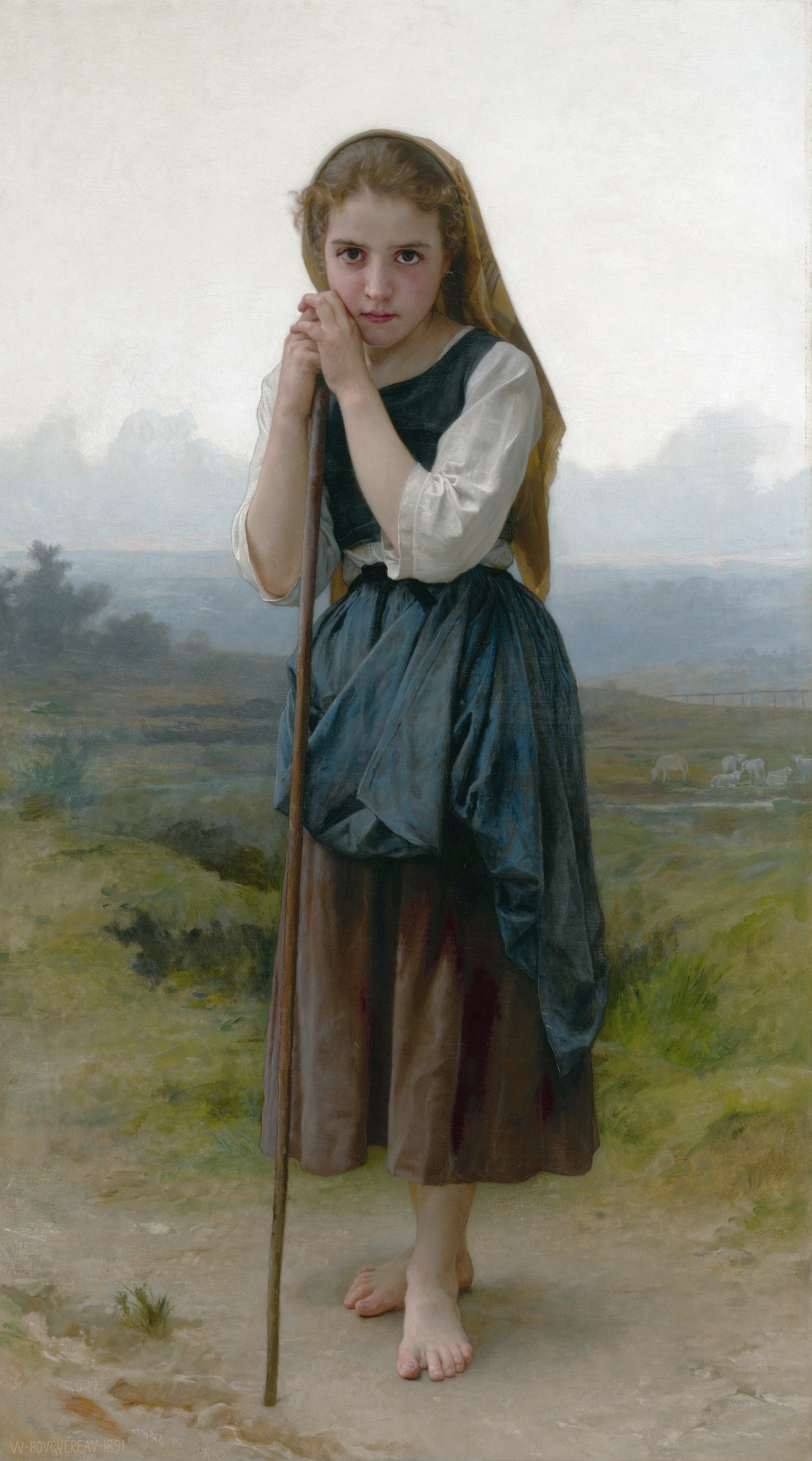
Giovane pastorella, 1889
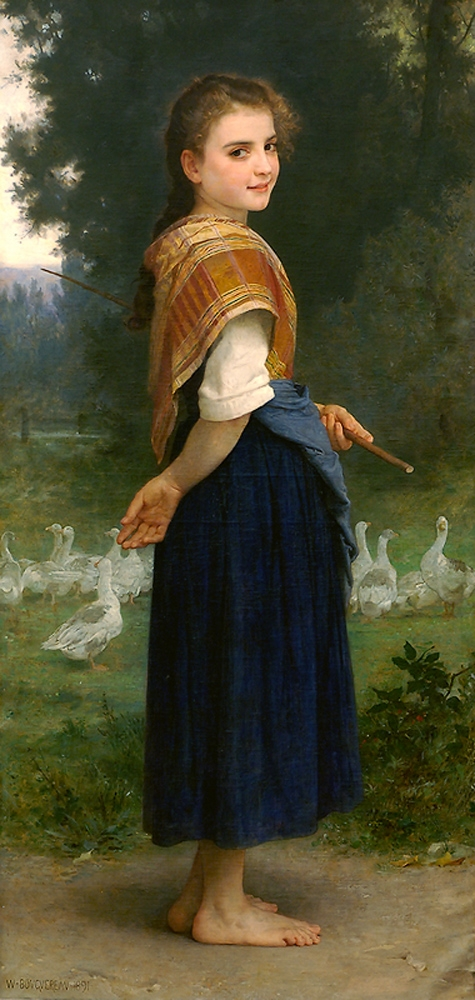
La guardiana delle oche, 1891